# Токсични осветник
Токсични осветник (енгл. The Toxic Avenger) амерички је суперхеројски сплатер хорор филм независне продукције са елементима црног хумора из 1984. године, редитеља Мајкла Херца и Лојда Кофмана, са Мичом Коеном, Марком Троглом, Андреом Марандом и Петом Рајаном млађим у главним улогама. Радња прати злостављаног чистача у теретани који упада у токсични отпад и претвара се у чудовиште које убија све криминалце у граду.
Филм је сниман на неколико локација у Њу Џерсију током лета 1983. Премијерно је приказан у мају 1984. Упркос ниском буџету, филм је стекао култни статус и препознатљивост код љубитеља кемп филмова и хорор жанра. Добио је помешане и осредње оцене критичара.
Токсични осветник је покренуо истоимену медијску франшизу, која укључује три наставка, видео-игре и дечије цртане филмове. Први наставак снимљен је 1989. под насловом Токсични осветник 2.

## Радња
Мелвин Ферд Џунко III је смотани чистач у теретани у Тромавилу, измишљеном граду у Њу Џерсију, где га клијенти непрестано злостављају. Једном приликом, док покушава да побегне од њих, Мелвин упада у буре са токсичним отпадом, након чега се претвара у чудовиште које убија све криминалце у граду.

## Улоге
| Глумац                | Улога                        |
| --------------------- | ---------------------------- |
| Мич Коен Кенет Кеслер | Токсични осветник            |
| Марк Торгл            | Мелвин Ферд Џунко III        |
| Андре Маранда         | Сара                         |
| Пет Рајан мл.         | мајор Питер Белгуди Голдберг |
| Сарабел Левинсон      | госпођа Ферд Џунко           |
| Ден Сноу              | Цигарафејс                   |
| Дик Мартинсен         | полицајац О'Кленси           |
| Гери Шнидер           | Бозо                         |
| Роберт Причард        | Слаг                         |
| Џенифер Бабтист       | Ванда                        |
| Синди Манион          | Џули                         |
| Крис Лијано           | Волтер Харис                 |
| Дејвид В. Нис         | шеф полиције                 |
| Мариса Томеј          | девојка у свлачионици        |